# Loja Saarinen
Louise "Loja" Saarinen född Gesellius 15 mars 1879, död i april 1968, var en finländsk skulptör, keramiker och textildesigner.

## Biografi
Loja Saarinen, dotter till Otto Hermann Gesellius (1839–1902) och Emilia Carolina Augusta f. Struchmann (1849–1903), var den femte i raden i en syskonskara på åtta barn. 
År 1904 gifte Loja Saarinen sig med arkitekten Eliel Saarinen och paret bosatte sig på Hvitträsk som Eliel Saarinen ritat tillsammans med sina partners Herman Gesellius och Armas Lindgren år 1902. Paret fick två barn – Pipsan (Eva-Liisa, senare Pipsan Saarinen-Swanson 1905–1979) och Eero (1910–1961) – som båda fortsatte i sina föräldrars fotspår som inredningsarkitekt respektive arkitekt. 

## Studier
Liksom sin bror, arkitekten Herman Gesellius, var Loja Saarinen konstnärligt begåvad. Hon studerade bl.a. läderplastik och modellering vid Centralskolan för konstflit (1898–1899) och teckning vid Finska konstföreningens ritskola (1899–1902). Sommaren 1901 åkte hon till Paris för att studera skulptur vid Académie Colarossi under Jean-Antoine Injaalbert. Efter återkomsten till Finland fortsatte Loja Saarinen att studera för skulptören Viktor Malmberg.

## Karriär
Under 1900-talets två första årtionden gjorde Loja Saarinen miniatyrskulpturer och miniatyrmodeller på beställning av arkitektbyrån Gesellius-Lindgren-Saarinen. Mest känt av dessa beställningsarbeten är modellen (15 kvadratmeter) av stadsplanen för Munksnäs-Haga som Loja gjorde under en treårsperiod (1912–1915). På Hvitträsk, liksom i en del andra av hus som arkitektbyrån har ritat, hittas inredningsdetaljer (bl.a. lampor och kakelugnsutsmyckningar) av Loja Saarinen. Under 1910-talet började Loja intressera sig för textildesign. Hon debuterade som textilkonstnär 1921 genom en utställning på Strindberg tillsammans med sin dotter Pipsan. Sitt egentliga genomslag som textilkonstnär fick Loja Saarinen i USA i Cranbrook dit familjen flyttade år 1925.